# École italienne Pietro Della Valle
L'École italienne Pietro Della Valle (en italien, Scuola italiana Pietro Della Valle, généralement abrégé en Scuola Della Valle) est un établissement d'enseignement italien situé à Farmanieh en Iran.

## Organisation
L'école, en plus des cours de formation, propose des événements culturels et artistiques, non seulement pour ses étudiants et leurs familles, mais également pour les habitants de Farmanieh, comme des manifestations, des expositions et des conférences de tout genre.
L'école dispense des cours à partir de l'école maternelle jusqu'au lycée.